# جیمی وارنر
جیمی وارنر (انگلیسی: Jamie Varner; ۱۲ اکتبر ۱۹۸۴) مبارز هنرهای رزمی ترکیبی اهل ایالات متحده آمریکا است. او در مسابقات یواف‌سی و دابلیوای‌سی (ورلد اکسترم کیج‌فایتینگ) شرکت کرده است. او قهرمان سابق رده سبک‌وزن مسابقات دابلیوای‌سی است.

## اوایل زندگی
وارنر که در فینیکس، آریزونا به دنیا آمد و در همان‌جا بزرگ شد. او در دوران دبیرستان در رویدادهای کشتی شرکت کرد. وارنر توانست دو بار قهرمان منطقه و نایب قهرمان ایالت شود. او در کالج منطقه‌ای پیما دو بار برنده بخش مقدماتی مسابقات ملی و نایب قهرمان ملی شد.

## هنرهای رزمی ترکیبی

### یواف‌سی
وارنر دو بار در مسابقات یواف‌سی شرکت کرد. اولین حضور او در برابر هرمس فرانکا مبارز کهنه‌کار بود، که وارنر از در راند سه از طریق تکنیک آرمبار (جوجی گاتامه) شکست خورد. آخرین حضور او در برابر جیسون گیلیام مقام سابق شکست‌ناپذیر مسابقات بود که در راند اول، با تسلیم کردن حریفش پیروز شد. پس از این برد، وارنر به دابلیوای‌سی (ورلد اکسترم کیج‌فایتینگ) منتقل شد.

### ورلد اکسترم کیج‌فایتینگ (دابلیوای‌سی)
وارنر در ۳ اوت ۲۰۰۸ با شکست دادن مارکوس هیکس، موفق به دفاع از عنوان قهرمانی خود در رده سبک‌وزن شد..
او مجدداً در ۲۵ ژانویه ۲۰۰۹ با شکست دونالد سرون از عنوان قهرمانی خود دفاع کرد. این مبارزه بسیار نفس‌گیر بود و برنده جایزه مبارزه شب شد. با این حال، در راند پنجم زمانی که وارنر روی زمین افتاده بود، سرون به صورت غیرمجاز با زانو به شقیقه وارنر ضربه زد، که باعث شد مبارزه پیش از موعد متوقف شود. به وارنر زمان داده شد تا خودش را بازیابی کند، اما او نتوانست ادامه دهد، زیرا دچار دوبینی و شکستگی دست شده بود.
وارنر در ۱۰ ژانویه ۲۰۱۰ با بنسون هندرسون روبرو شد. پس از شکست دادن هندرسون در دو راند اول، هندرسون در راند سوم با استفاده از تکنیک گیوتین چوک وارنر را تسلیم کرد.
قرار بود وارنر در ۲۴ آوریل ۲۰۱۰ به مصاف کمال شالوروس برود، اما به دلیل آسیب‌دیدگی شالوروس مبارزه لغو شد. بعد از آن مبارزه این دو نفر برای ۲۰ ژوئن ۲۰۱۰ برنامه‌ریزی شد. این مبارزه با نتیجه مساوی به پایان رسید.
وارنر در ۳۰ سپتامبر ۲۰۱۰ در یک مسابقه مجدد در برابر دونالد سرون قرار گرفت. او در این مبارزه با تصمیم داوران شکست خورد.
وارنر در ۱۶ دسامبر ۲۰۱۰ با شین رولر روبرو شد. حریف وارنر در دور اول، او را وادار به تسلیم کرد؛ بعد از آن، وارنر از قرارداد با دابلیوای‌سی بیرون آمد.

### بازگشت به یواف‌سی
اعلام شد که وارنر به دلیل مصدومیت ایوان دانهام جایگزین او می‌شود تا در ۲۶ می ۲۰۱۲ با ادسون باربوزا مبارزه کند. وارنر در دور اول بر اثر ناک‌اوت فنی ناشی از ضربات مشت باربوزا را شکست داد.
وارنر در ۴ اوت ۲۰۱۲ در مقابل جو لاوزون، به عنوان جایگزین تری اتیم قرار گرفت. دست وارنر در راند دوم شکست و در راند سوم از طریق تکنیک چوک مثلثی شکست خورد. با این حال، عملکرد او باعث دریافت جایزه ۵۰۰۰۰ دلاری مبارزه شب و همچنین نامزدی برای جایزه مبارزه سال را در میان جوایز جهانی ام‌ام‌ای به ارمغان آورد.
وارنر قرار بود در ۱۵ دسامبر ۲۰۱۲ با ملوین گیلارد روبرو شود. با این حال، به دلیل بیمار شدن وارنر در روز مبارزه، این رقابت لغو شد. مبارزه این دو نفر برای ۲۹ دسامبر ۲۰۱۲ برنامه‌ریزی شد. وارنر با تصمیم داوران پیروز مبارزه اعلام شد.